# Isabelle Cazeaux
Pour les articles homonymes, voir Cazeaux.
Isabelle Cazeaux est une musicologue franco-américaine née le 24 février 1926 à New York et morte dans la même ville le 13 septembre 2023.

## Biographie
Isabelle Anne-Marie Cazeaux naît le 24 février 1926 à New York,.
Elle étudie au Hunter College, où elle obtient un Bachelor of Arts en 1945, et au Smith College avec Alfred Einstein (Master of Arts en 1946 sur les chansons françaises de Philippe de Monte),.
Isabelle Cazeaux étudie ensuite en France, au Conservatoire national supérieur de musique de Paris sous la direction de Norbert Dufourcq (première médaille en 1950), à l'École normale de musique de Paris avec Yvonne Astruc (licence d'enseignement de violon), à la Sorbonne avec Paul-Marie Masson ainsi qu'à l'École pratique des hautes études auprès de Solange Corbin. De retour aux États-Unis, elle obtient un Master of Science en bibliothéconomie, en 1959, à l'Université Columbia, puis un doctorat de musicologie en 1961 avec une thèse sur « The Secular Music of Claudin de Sermisy » sous la direction de Paul Henry Lang et Erich Herzmann,.
Elle suit également des cours privés de musique, notamment de violon avec Anselme Fortier, Ivan Galamian, Antonio Brosa et Nicolas Averino, des cours de piano et de composition avec Kyriena Ziloti et Alexei Haieff, ainsi que des cours d'orgue et de piano.
Isabelle Cazeaux commence sa carrière en travaillant à la New York Public Library comme catalogueuse de musique entre 1957 et 1963. De 1963 à sa retraite en 1992, elle est membre de la faculté de musique du Collège Bryn Mawr, dont elle dirige le département à partir de 1978. Elle enseigne également à la Manhattan School of Music entre 1969 et 1982.
Comme chercheuse, elle est spécialiste de la musique et de la littérature françaises de la Renaissance et de la Belle Époque, en particulier l'opéra et les chansons de Claudin de Sermisy. Elle a également traduit des documents littéraires et des mémoires français des XVe et XVIIIe siècles.
Elle meurt le 13 septembre 2023 à New York,.

## Publications
Parmi les écrits d'Isabelle Cazeaux, figurent notamment :
- « Alfred Einstein », Revue de musicologie, vol. 34,‎ 1952, p. 11-20 (lire en ligne ).
- The Secular Music of Claudin de Sermisy, thèse, Université Columbia, 1961.
- Historical French Documents of the 18th Century: from the Archives of Comte de Maurepas, 1701–1781, New York, 1962, avec R.F. Metzdorf et al.
- « Cataloging and Classification », Manual of Music Librarianship, éd. C.J. Bradley, Ann Arbor, 1966, p. 30-57
- « Musicology and Other Friendly Musical Disciplines », Current Musicology, no 14, 1972, p. 95-99
- French Music in the Fifteenth and Sixteenth Centuries, Oxford and New York, 1975.
- Catalogue des opéras français joués au Metropolitan de New York depuis sa fondation, New York, 1980, avec Jules Pierre.
- « Outdoor Music in the French Renaissance », Ongaku-gaku, 28, 1982, p. 21-27.
- « "One does not Defend the Sun": some Notes on Péladan and Wagner », Music and Civilization: Essays in Honor of Paul Henry Lang, éd. E. Strainchamps, M.R. Maniates & C. Hatch, New York, 1984, p. 93-101
- « The Gautier Family and the French Operatic Scene », Opera Journal, 18, 1985, p. 3-10.
- « La part de la musique dans la vie et l'oeuvre de Judith Gautier », Bulletin de la Société Théophile Gautier, 8, 1986, p. 107-113.

Elle a également édité avec François Lesure et al. Anthologie de la chanson parisienne au XVIe siècle, (Monaco, Éditions de l'Oiseau-Lyre, 1953) et avec Gaston Allaire Claudin de Sermisy: Opera omnia (Corpus mensurabilis musicae CMM 52, 1970-86).